# Ectropis venosa
Ectropis venosa là một loài bướm đêm trong họ Geometridae.